# Tractus Fossae
Tractus Fossae – system rowów na powierzchni Marsa. Jego centrum znajduje się na 20,58° szerokości geograficznej północnej oraz 70° długości geograficznej zachodniej (♂ 20,58°N 70,00°W/20,580000 -70,000000). Obszar Tracus Fossae ma 403,06 km średnicy. Jest to system wyraźnych rynien oraz znaczących grzebietów utworzonych w wyniku aktywności tektonicznej.
Decyzją Międzynarodowej Unii Astronomicznej nadana w 1988 roku nazwa tego obszaru pochodzi od określenia biała droga po łacinie.